# Schloss Ptuj

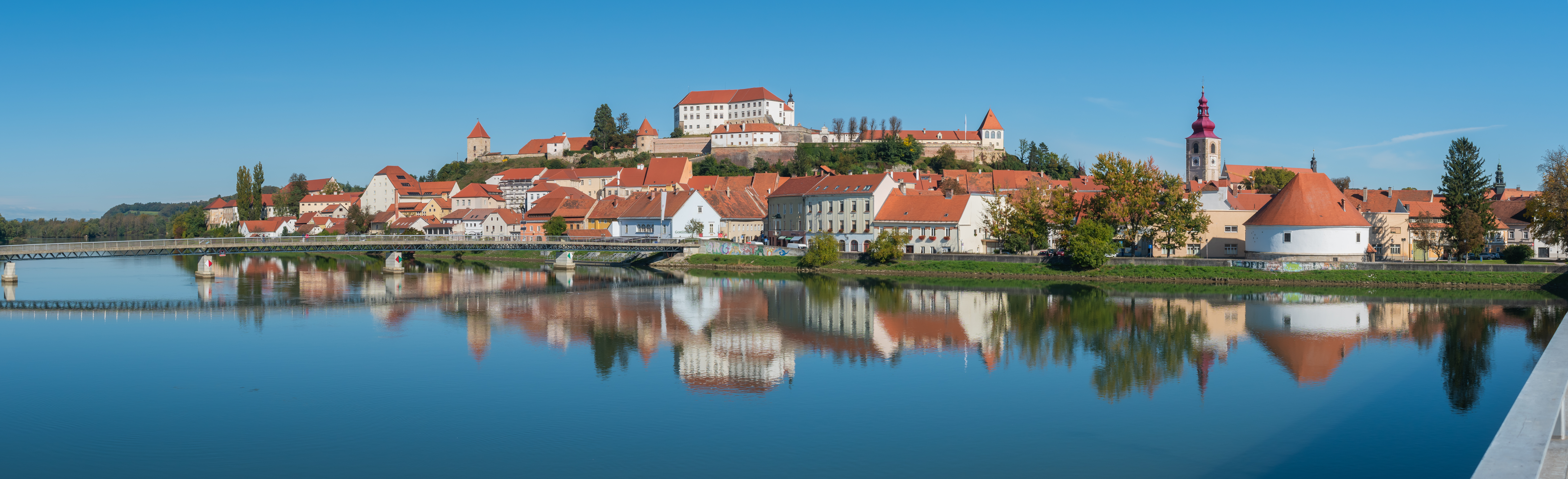
Schloss Ptuj über den Dächern
der gleichnamigen Stadt

Das Schloss Ptuj (auch Burg Ptuj oder Schloss Oberpettau) ist eine mittelalterliche Schlossanlage auf dem Burghügel der slowenischen Stadt Ptuj. Das Bauensemble steht unter Denkmalschutz und dient seit 1945 als Museum.

## Geschichte

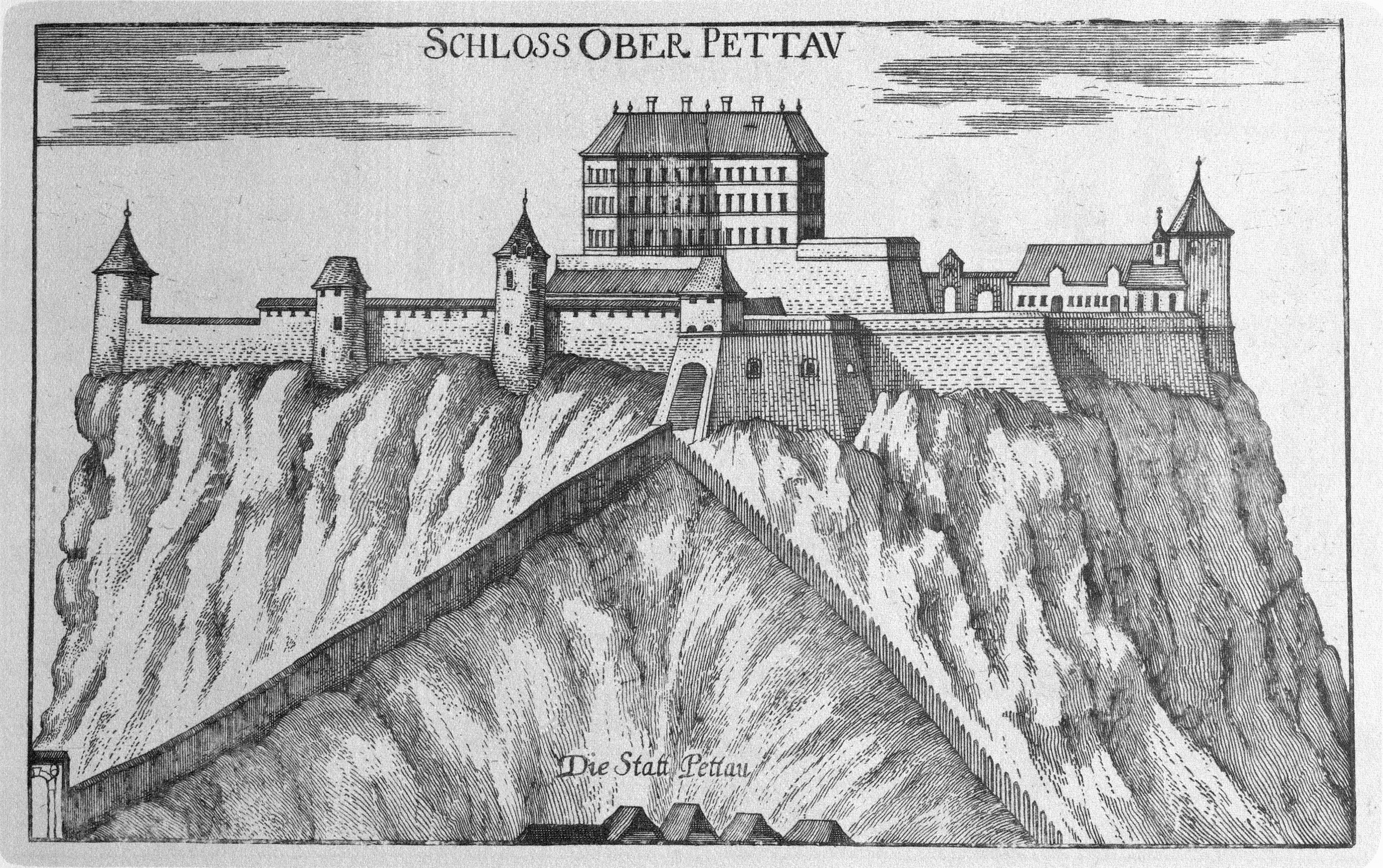
Historische Darstellung der Burg Oberpettau, Jahr 1681

Die Burg hat ihren Ursprung in einem römischen Kastell an dieser Stelle auf der Bergspitze. Archäologische Grabungen lassen vermuten, dass bereits in der Frühzeit Menschen auf diesem Berg Zuflucht gesucht haben, auch sind Siedlungsreste von Kelten gefunden worden.
Im 9. Jahrhundert wurde die Burg zu einer Festungsanlage umgebaut und im 11./12. Jahrhundert auf Veranlassung des Erzbischofs Konrad I. aus der Salzburger Erzdiözese, zu deren Besitz Pettau und die Burg gehörten, erneuert. Sie verfügte nun über einen Bergfried (genannt Konradsturm) und einige kleine Wachtürmchen auf einer Mauer aus Natursteinen.
Im ersten Drittel des 12. Jahrhunderts wurde die Grafenfamilie von Pettau (heute Ptuj) Eigentümer der Burg, die sie erweitern ließen und ihren Wohnsitz hier einrichteten. Während ihrer mehrhundertjährigen Herrschaft entstanden im Ort auch Klosteranlagen der Franziskaner und der Minoriten sowie eine Wallfahrtskirche auf dem Burgberg.
In den folgenden Jahrhunderten gelangte die Anlage nacheinander an den ungarischen König, an den böhmischen König, an den Deutschen Orden, wieder an die Herren von Pettau. Der hufeisenförmige Palas wurde im 14. Jahrhundert errichtet. Schließlich – ab dem Jahr 1438 – übernahm das Amt Salzburg die Verwaltung. Im Jahr 1479 geriet die Burganlage unter ungarische Besetzung.
Die bedeutendsten Umbauten der Burganlage fanden ab Mitte des 17. Jahrhunderts auf Initiative des Generals Walther Leslie statt, der das Anwesen 1656 gekauft hatte.
Die letzten Besitzer waren die Grafen von Herberstein, die den Gebäudekomplex 1873 erworben hatten und ihn im Jahr 1912 renovieren ließen. Sie richteten bei dieser Gelegenheit auch ein erstes kleines Museum ein. Die Grafen wurden mit dem Ende des Zweiten Weltkriegs im Jahr 1945 enteignet. Anschließend verfügte der jugoslawische Staat, dass in der Schlossanlage ein Regionalmuseum eingerichtet wird, das 1963 den Namen Regionalmuseum Ptuj erhielt.

## Regionalmuseum Ptuj-Ormož
Das Regionalmuseum Ptuj-Ormož unterhält Sammlungen und Abteilungen für Archäologie, Geschichte, Kulturgeschichte, Völkerkunde, mit Restaurierungswerkstätten und anderen Dienstleistungen. Seine Entstehung geht auf das Jahr 1893 zurück, als in Ptuj die Museumsgesellschaft gegründet wurde und in der damaligen unteren Turnhalle archäologische Funde ausgestellt wurden. 1895 wurde die Sammlung durch umfassende Schenkungen ergänzt und nach dem Spender Franz Ferk Städtisches Ferk-Museum genannt. Im Laufe der Jahre wurde der Ausstellungsraum zu eng, sodass die Institution 1928 in das ehemalige Dominikanerkloster umzog.

Nach 1945 übernahm er die Verwaltung der Schlossanlage und erwarb damit die meisten der heutigen Gebäude. Gleichzeitig erweiterte es seinen Tätigkeitsbereich und erhielt 1963 den Titel Regionalmuseum von Ptuj. Heute umfasst es Sammlungen für die Region Ptuj und Ormož unter der Bezeichnung Regionalmuseum Ptuj-Ormož (slowenisch: Pokrajinski muzej Ptuj-Ormož).

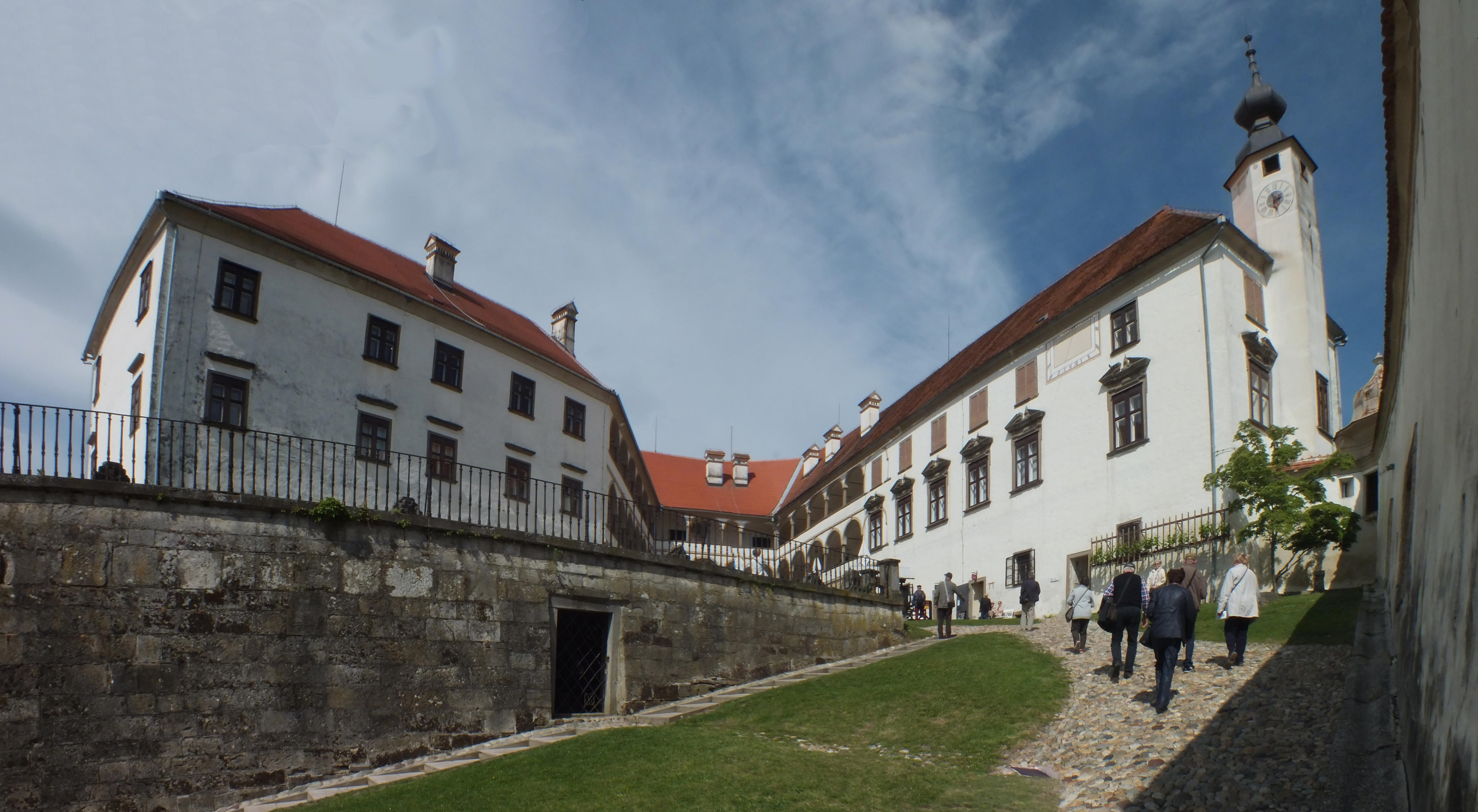
Schlossgebäude Ptuj, Hofansicht

### Beschreibung

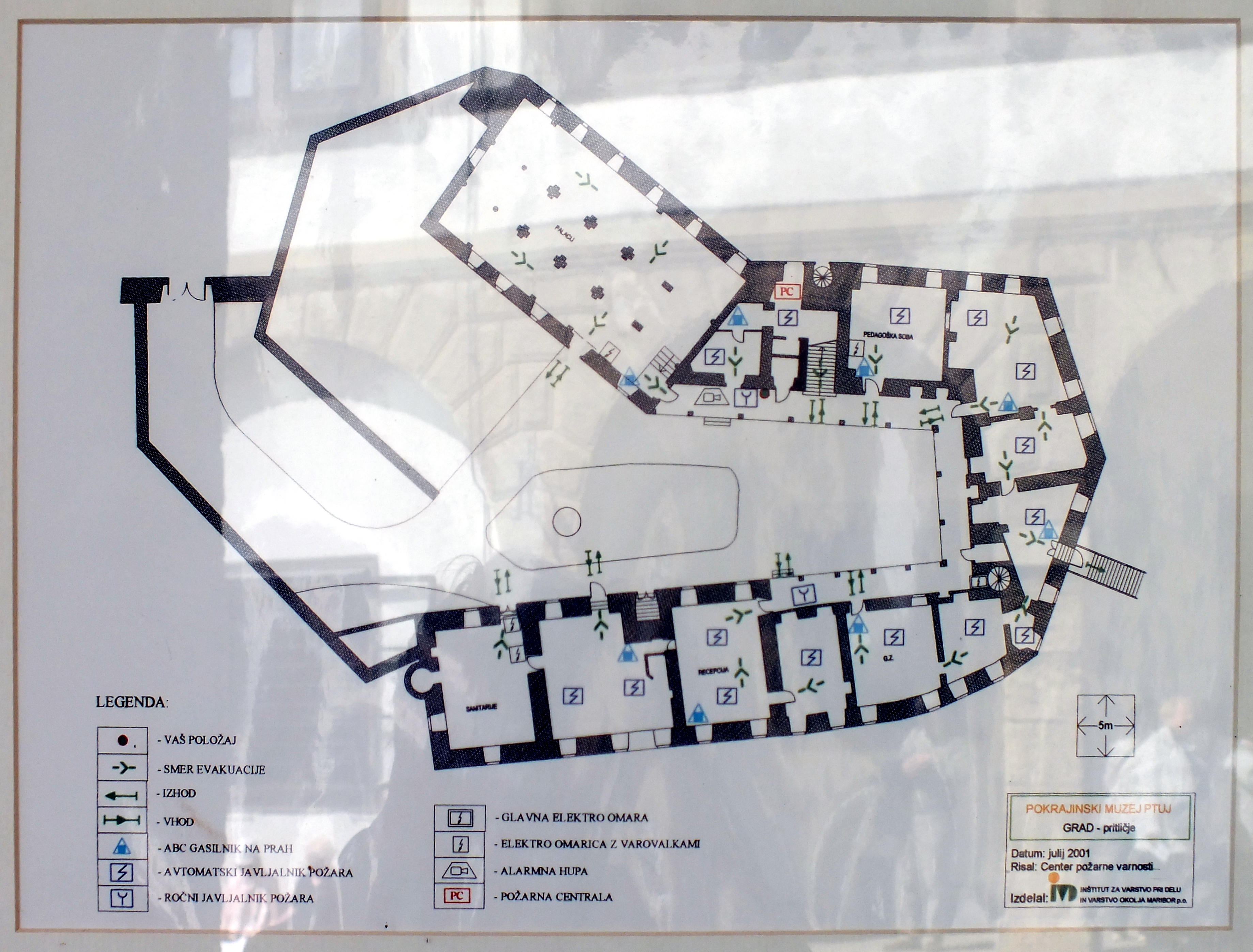
Lageplan der Bauten um den Schlosshof

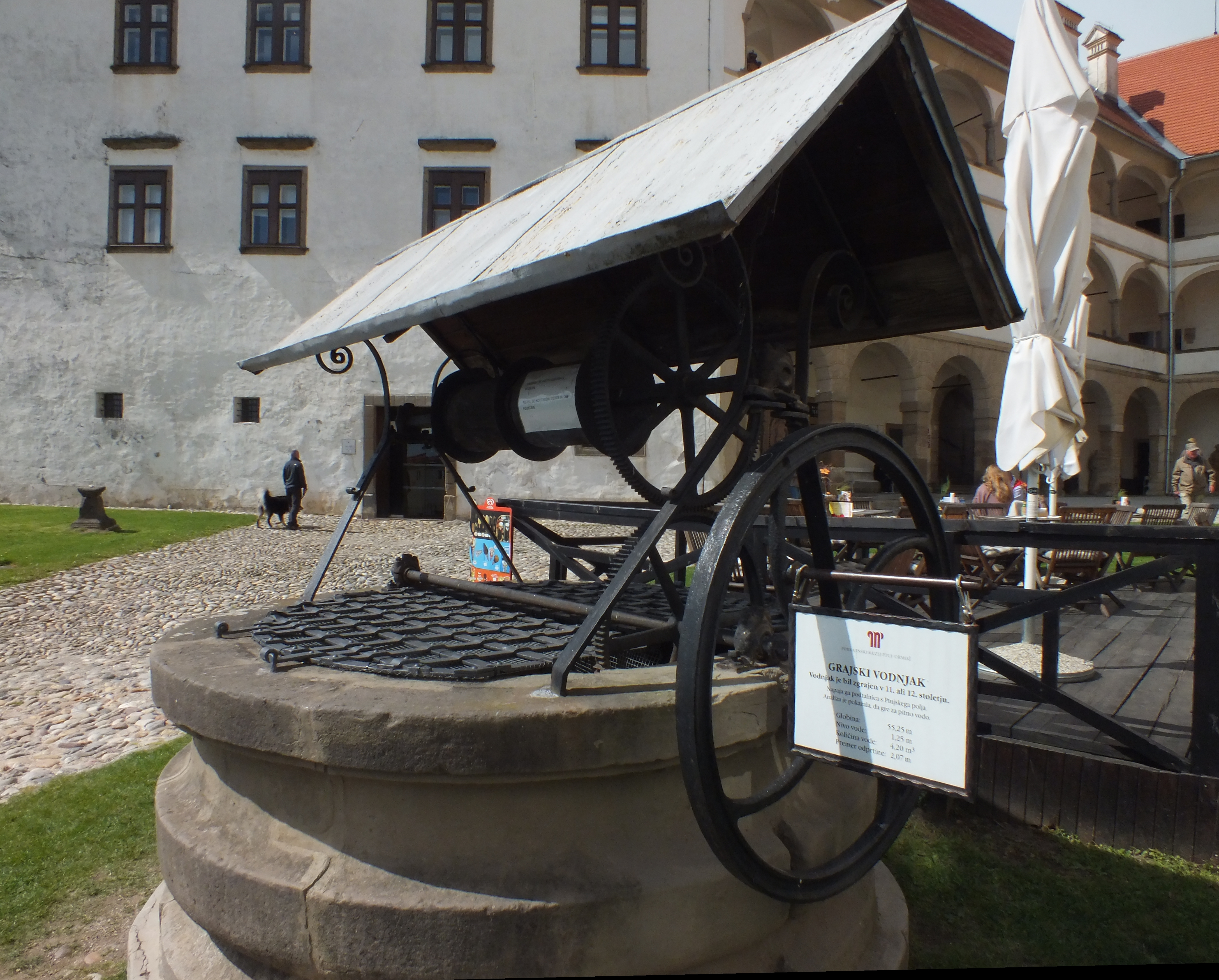
Tiefbrunnen

Das Wehrhafte ist als steinerne Umfassungsmauer und in erkennbaren Resten einer Bastion erhalten, die Bauten weisen inzwischen aber einen Schlosscharakter auf. Lediglich der Turm im westlichen Vorhof stammt aus der ersten Bauzeit als Burg.
Über eine Treppe oder über eine barrierefrei herumführende Straße gelangen die Besucher auf den Berg. Vor allem von italienischen Architekten gestaltete Burgtore leiten auf den Burghof und in die Museumseingänge. Die Tore zeigen unter anderem Wappen der früheren Besitzer.
Die bauliche Anlage ist ein offener Dreiflügelbau im architektonischen Stilmix (vor allem Romanik, Barock, Renaissance) und wurde zuletzt Ende des 20. Jahrhunderts aufwändig restauriert. Die zusammenhängenden Bauwerksteile sind durchweg dreietagig und haben zur Hofseite hin offene Bogengänge. Ein ziegelgedecktes Pultdach schließt das Palas-Ensemble ab.
Als Solobauten gibt es auf dem Plateau einen Getreidespeicher und ehemalige Stallungen.
Auf dem frei zugängigen Hof befinden sich mittig ein Tiefbrunnen, in den Bögen im Erdgeschoss stehen mehrere erhaltene Ausstattungsstücke aus einem der früheren Klöster, unter anderem folgende Marmor- oder Sandsteinskulpturen: Heiliger Dominikus, Jungfrau Maria mit dem Jesuskind, die Unbefleckte. Besonders auffällig ist eine bunt bemalte Sänfte aus dem 19. Jahrhundert.

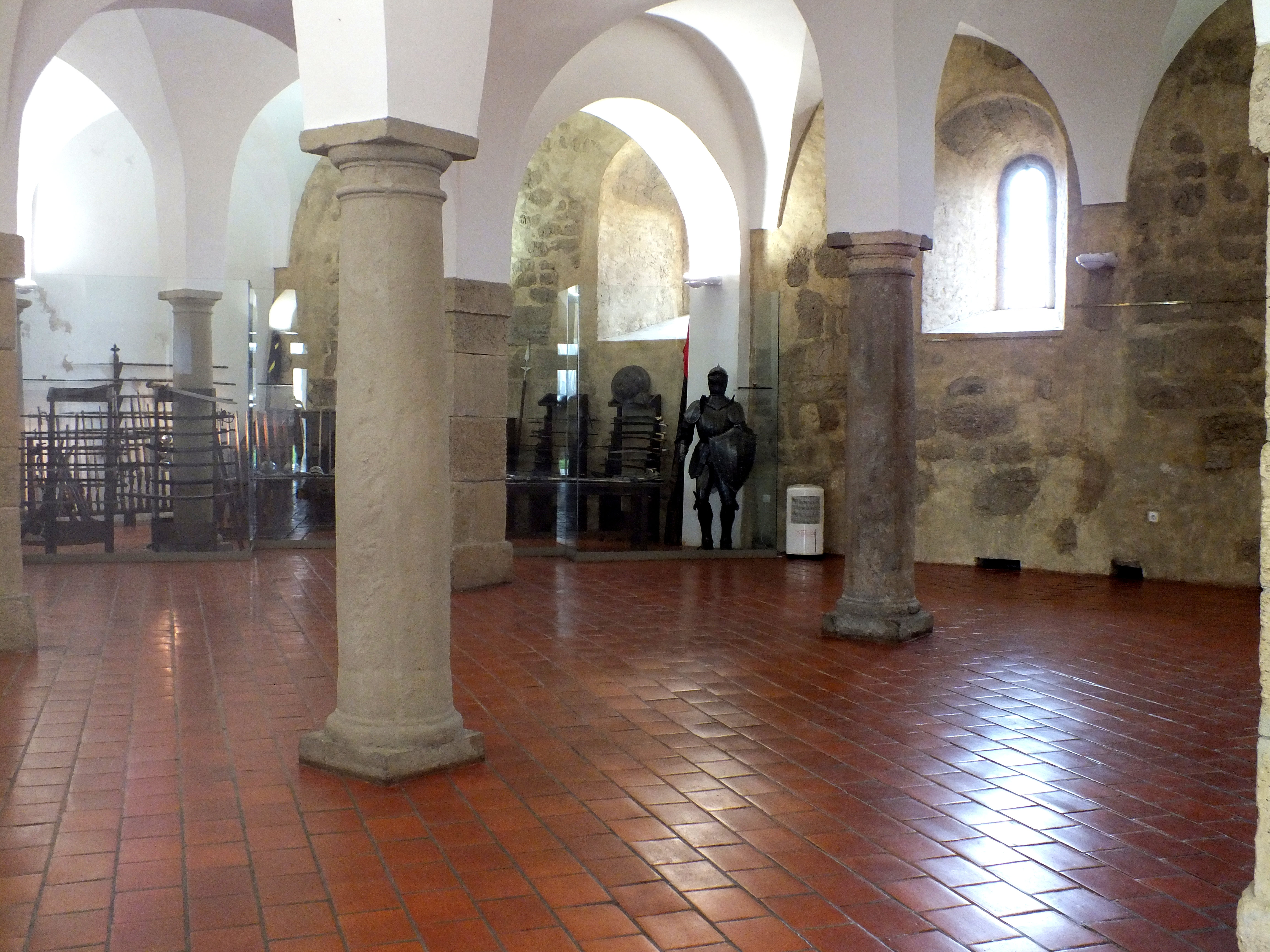
Blick in die Eingangshalle zur Waffensammlung

Die Gebäudeteile beherbergen Museumssammlungen, darunter eine Waffensammlung mit rund 500 Exponaten, eine Möbel- und eine Kleidungssammlung – ergänzt um traditionelle Karnevalskostüme und Masken, Musikinstrumente mit etwa 300 Instrumenten aus der Volksmusik, Gemälde und Hinterglasmalereien, Alltagsgegenstände. Es gibt auch einen pädagogischen Dienst im Haus, der von Schulklassen genutzt wird. Für den Besuch muss ein Eintrittsgeld von sechs Euro (Stand Ende 2019) gezahlt werden.
An einem Gebäudeflügel ist die Klosterkirche angebaut, die aus der Wallfahrtskirche hervorging und nach Um- und Ausbau nun Mariä-Himmelfahrts-Kirche heißt.
Auf der Südseite einer Umfassungsmauer wurden im 21. Jahrhundert zwei Rebstöcke, der Seebodner Rosentraum und der Modra kavčina, neu gepflanzt (2015). Der erste stammt aus der österreichischen Partnerstadt, der andere ist ein Ableger der ältesten Weinrebe im Mariborer Stadtteil Lent.
Ansichten

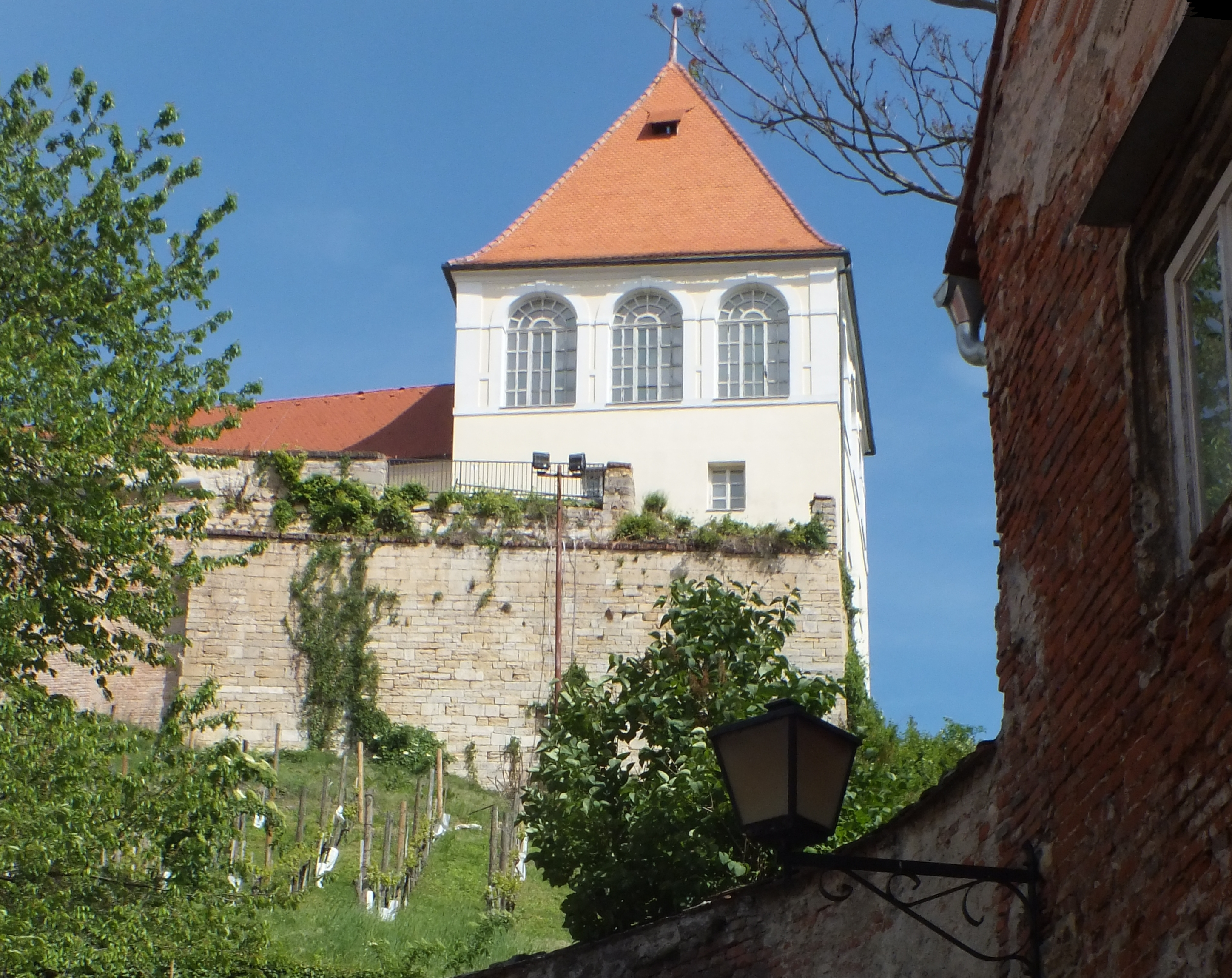
Teil der Schlossanlage
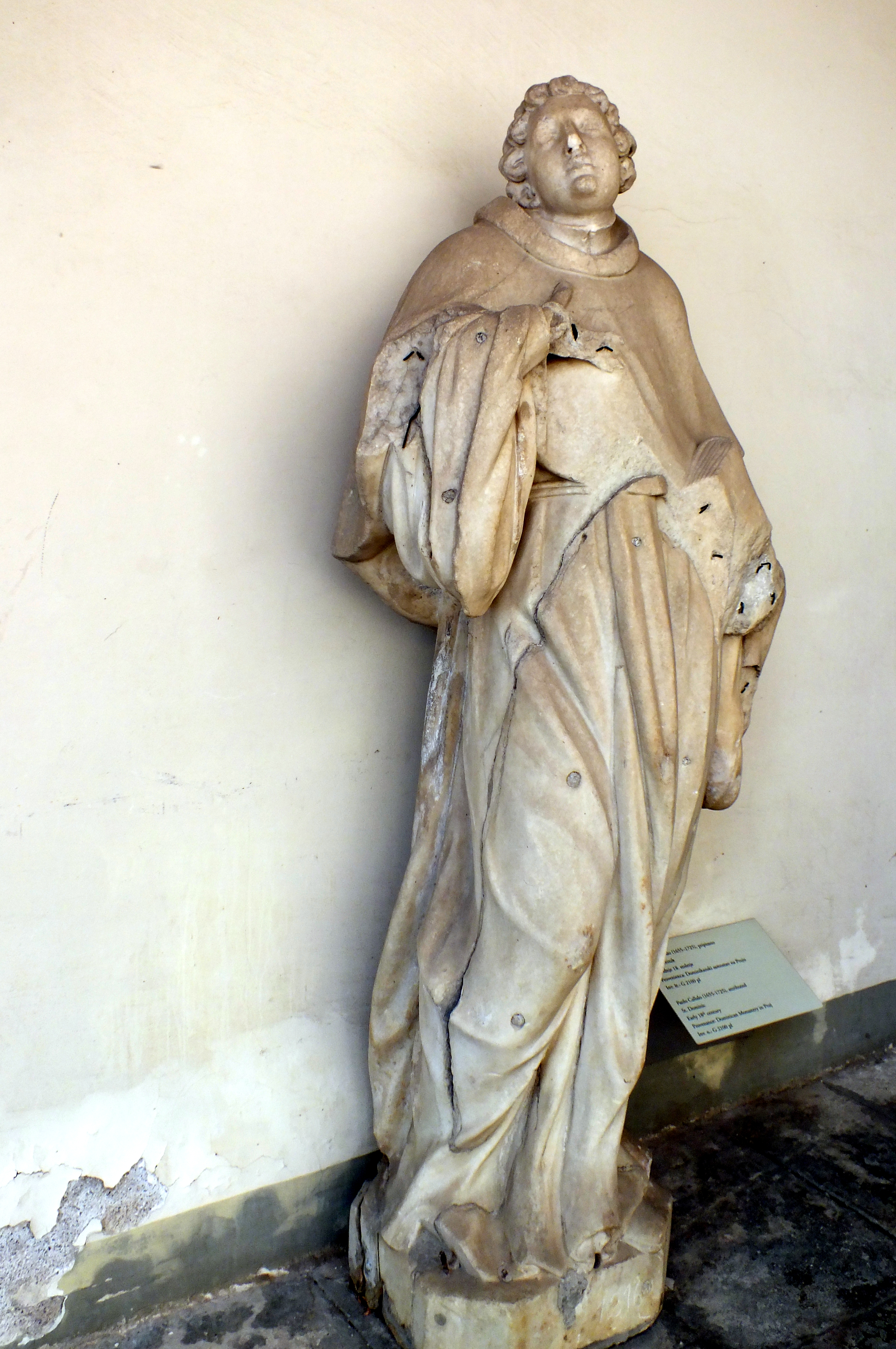
Hl. Dominik
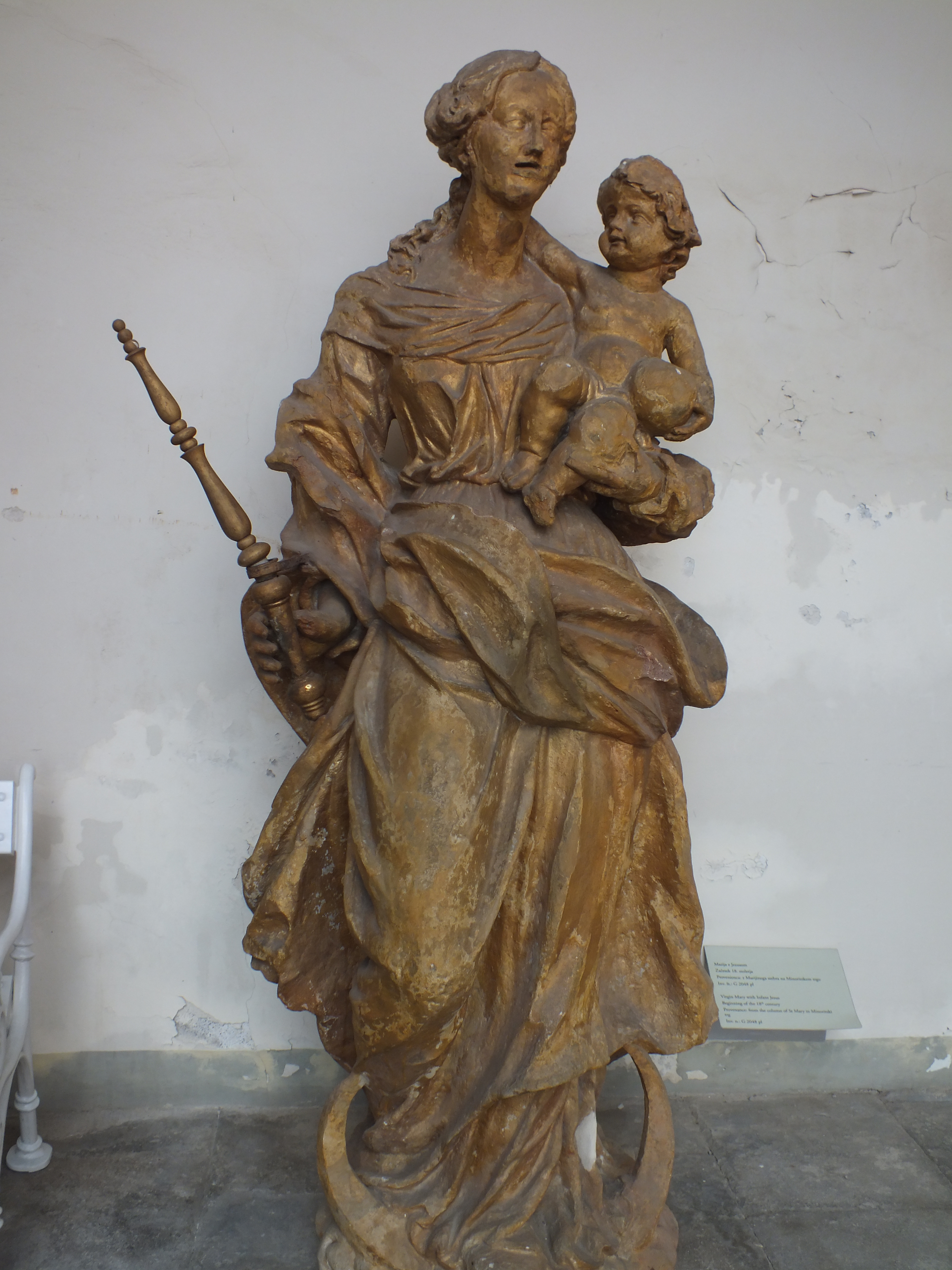
Maria mit dem Jesuskind
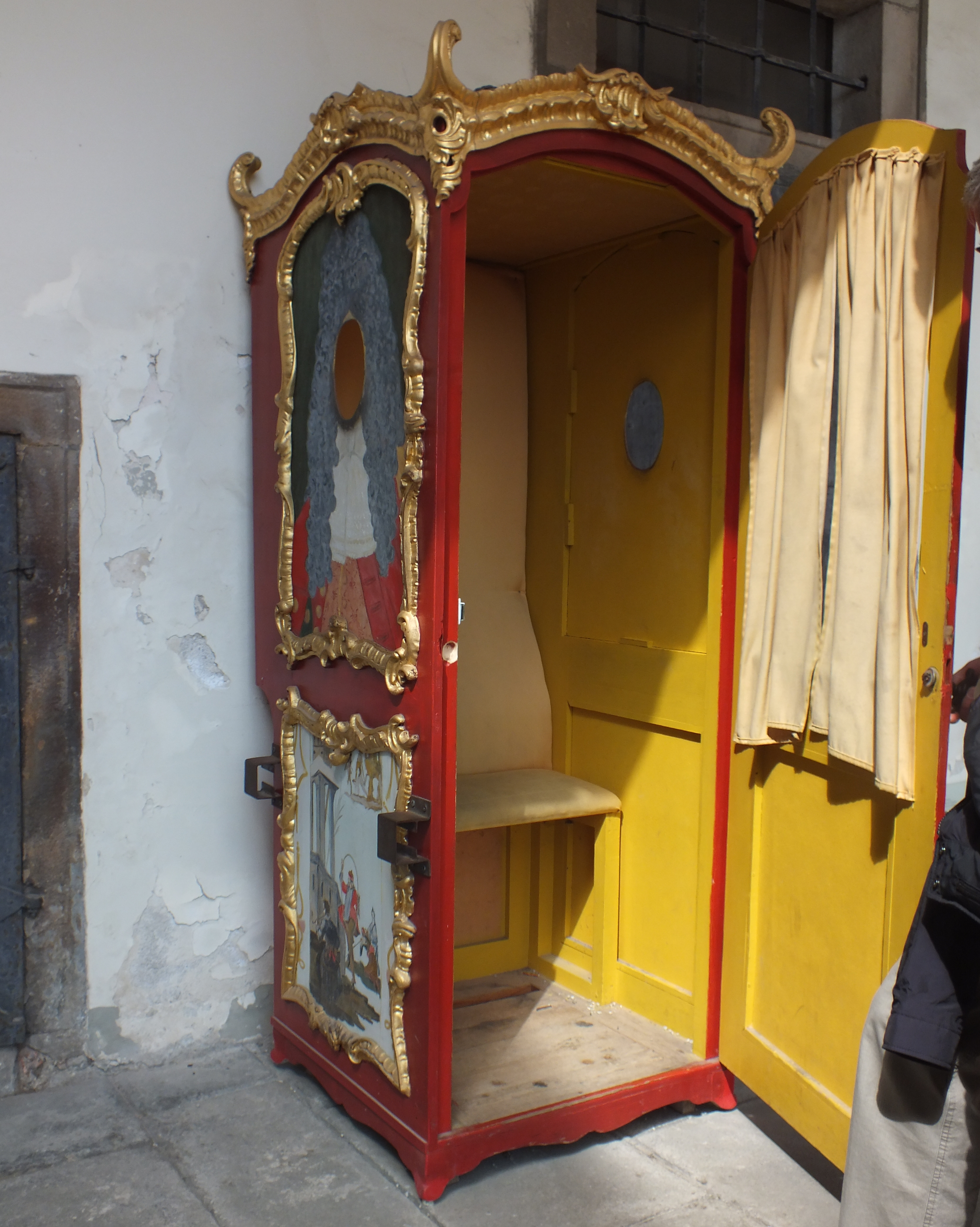
Sänfte
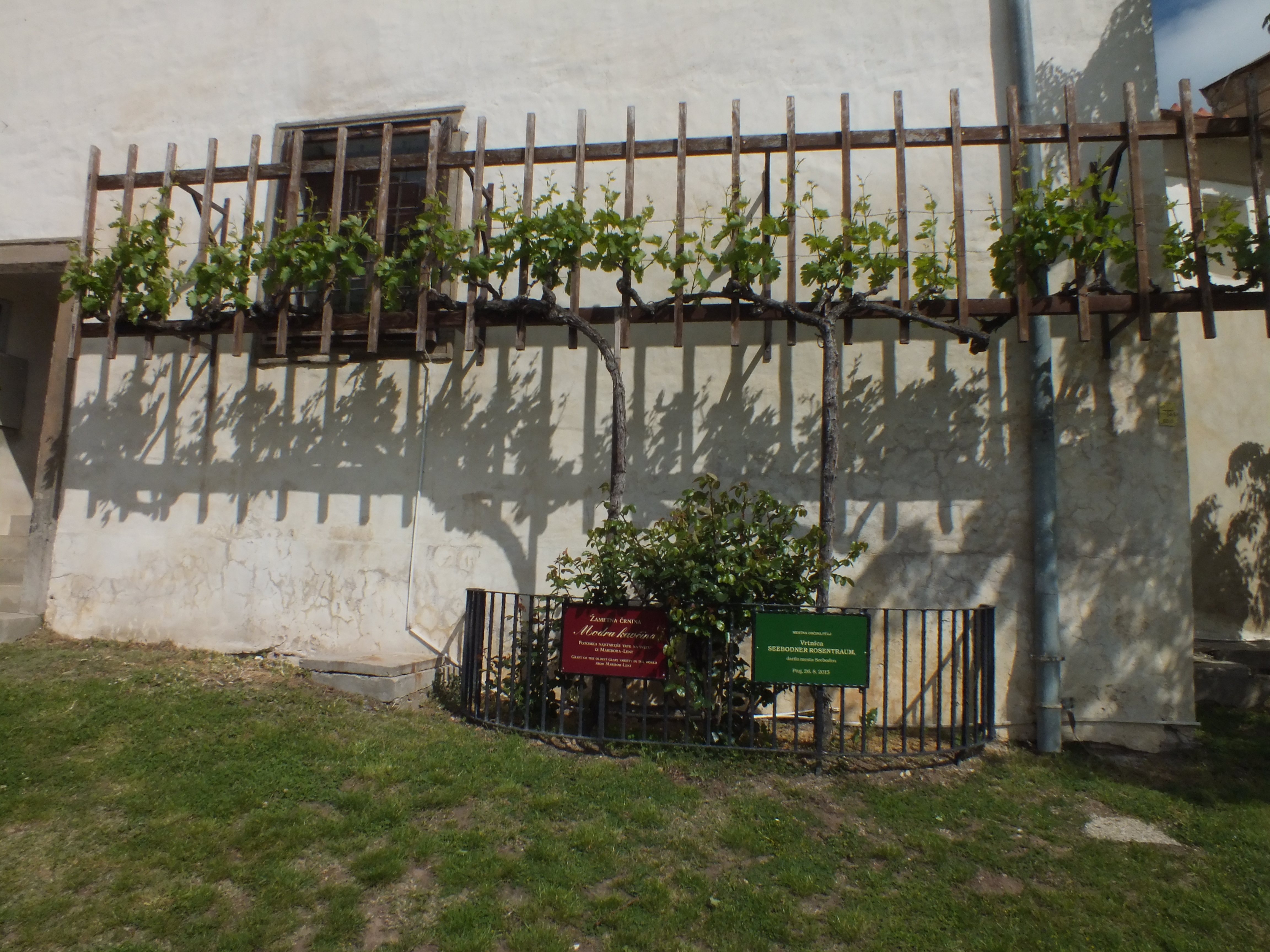
Rebstöcke
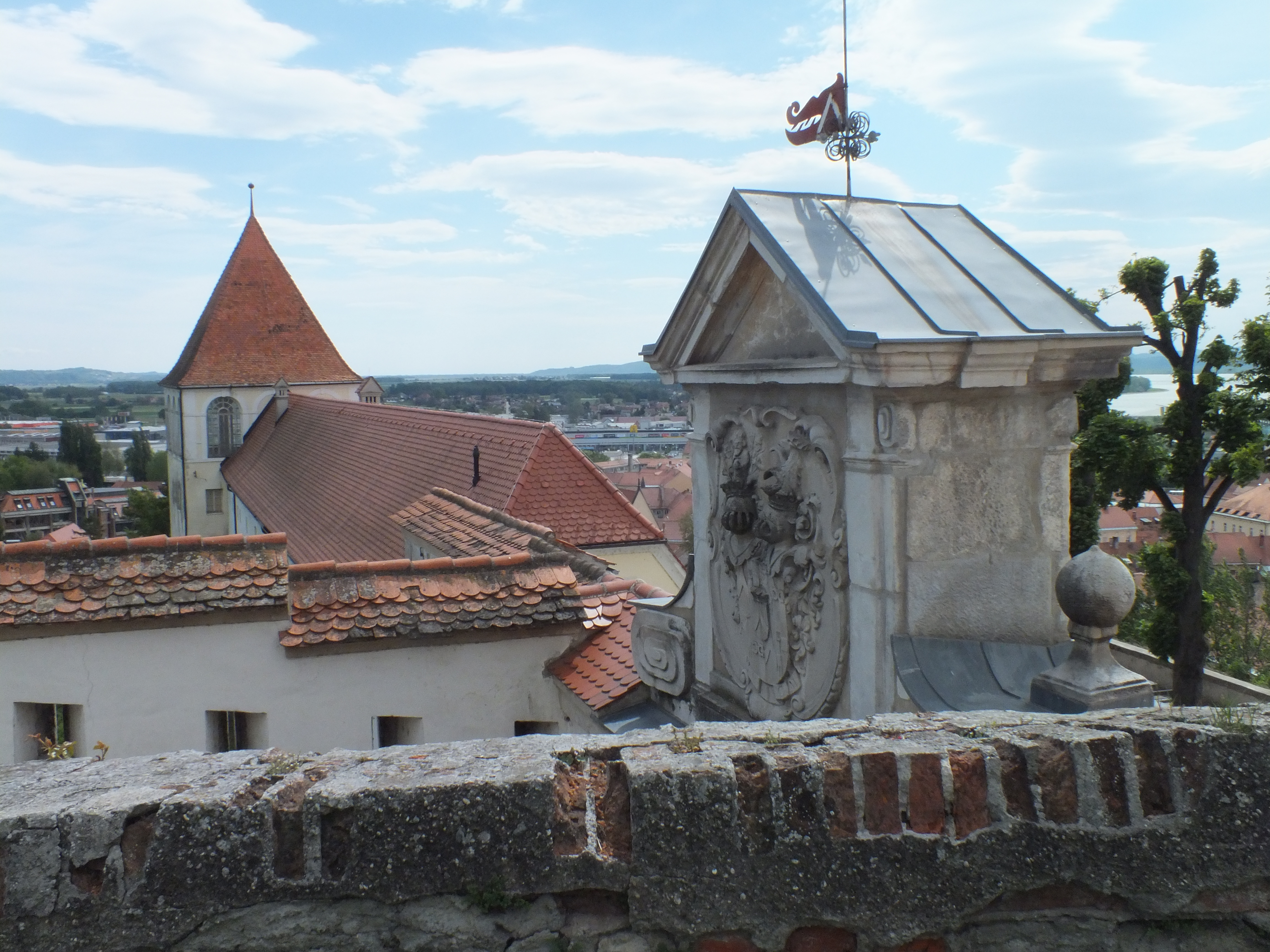
Toreingang mit Wappengiebel